# Musculus gluteus minimus
De musculus gluteus minimus of kleine bilspier is de kleinste van de drie bilspieren.